# 빈움게붕군

퓌르스텐펠트군의 위치

빈움게붕군(독일어: Bezirk Wien-Umgebung)은 과거 오스트리아 니더외스터라이히주에 존재했던 군으로 행정 중심지는 클로스터노이부르크이며 면적은 484.48km2, 인구는 115,383명(2012년 기준), 인구 밀도는 238.16명/km2이다.
1954년에 빈 대도시권이 해체되면서 신설되었으며 빈 외곽을 중심으로 서로 떨어진 4개 지역으로 구성되어 있었다. 2017년 1월 1일을 기해 이웃한 툴른군, 코르노이부르크군, 장크트푈텐란트군, 브루크안데어라이타군에 편입되면서 폐지되었다.

## 하위 행정 구역
6개 도시, 7개 시장도시, 8개 일반 시를 관할했다.
- 도시
  - 피샤멘트(Fischamend)
  - 게라스도르프바이빈(Gerasdorf bei Wien)
  - 클로스터노이부르크(Klosterneuburg)
  - 프레스바움(Pressbaum)
  - 푸르커스도르프(Purkersdorf)
  - 슈베하트(Schwechat)
- 시장도시
  - 가블리츠(Gablitz)
  - 그라마트노이지들(Gramatneusiedl)
  - 힘베르크(Himberg)
  - 레오폴츠도르프(Leopoldsdorf)
  - 마우어바흐(Mauerbach)
  - 슈바도르프(Schwadorf)
  - 툴너바흐(Tullnerbach)
- 일반 시
  - 에버가싱(Ebergassing)
  - 클라인노이지들(Klein-Neusiedl)
  - 란첸도르프(Lanzendorf)
  - 마리아란첸도르프(Maria Lanzendorf)
  - 모스브룬(Moosbrunn)
  - 라우헨바르트(Rauchenwarth)
  - 볼프스그라벤(Wolfsgraben)
  - 츠뵐팍싱(Zwölfaxing)